# Тагамлык
Тагамлык (укр. Тагамлик) — левый приток реки Ворскла, протекающий по Карловскому, Машевскому и Новосанжарскому районам (Полтавская область). В верхнем течении называется Мокрый Тагамлык, согласно же другим данным — Сухой Тагамлык (на картах именуется просто как Тагамлык).

## География
Длина — 64 км. Площадь водосборного бассейна — 525 км². Русло реки в нижнем течении (село Писаревка) находится на высоте 77,6 м над уровнем моря, в среднем течении (село Новый Таганлык) — 84,3 м, в верхнем течении (пруд северо-восточнее Кошмановки) — 112,4 м. Используется для нужд сельского хозяйства.
Река течёт в верхнем течении в юго-западном направлении, с среднем и нижнем течении — западном направлении. Река (Мокрый Тагамлык) берёт начало от нескольких ручьев у сёл Павлощина и Тарасовка (Карловский район), а Сухой Тагамлык — у села Григоровка. Впадает в реку Ворскла севернее села Баловка (Новосанжарский район). У пгт Машевка Сухой Тагамлык и Мокрый Тагамлык сливаются в одну реку.
Долина V-образная, шириной до 1 км и глубиной до 30 м. Пойма шириной до 100 м. Русло слабо-извилистое, в нижнем течении — меандрированное местами с разветвлением русла и старицами, шириной до 2 м. На реке в верхнем течении есть множество прудов (крупнейшая система прудов между селами Базилевщина и Кошмановка). Русло реки у истоков пересыхает в летний период. В пойме реки (кроме верхнего течения) присутствуют заболоченные участки с тростниковой и луговой растительностью, в нижнем течении река протекает через болотный массив (между Пристанционным и Писаревкой).

## Притоки
левые: Сухой Тагамлык, правые: нет крупных.

## Населённые пункты
Населённые пункты на реке от истока к устью:
- Мокрый Тагамлык
Карловский район: Павловщина, Тарасовка, Максимовка.

- Машевский район: Кошмановка, Мироновка, Богдановка, Базилевщина; Тагамлык: Селещина, Сухоносовка, Тимченковка, Латышовка, Вольное, Огуевка, Новый Тагамлык, Козельщина.

- Новосанжарский район: Писаревка, Пристанционное.